# Oyster Pond
Oyster Pond is een grensplaats in zowel het Nederlandse deel als het Franse deel van het eiland Sint Maarten. Er was langdurig onenigheid tussen het Koninkrijk der Nederlanden en Frankrijk over het precieze verloop van de grens in Oyster Pond, waarbij Frankrijk een restaurant en jachthaven had gesloten dat volgens Nederland op Nederlands grondgebied ligt.
Op 26 mei 2023 sloten premier Silvia Jacobs van Sint-Maarten en de Franse minister van Binnenlandse Zaken Gérald Darmanin een verdrag zodat het verloop van de grens nauwkeurig is vastgelegd.

## Geschiedenis
In het midden van Oyster Pond ligt de Oyster Pondbaai die betwist was. De Oyster Pondbaai kent geen stranden, maar er is aan de noordzijde van de baai wel een (betwiste) Nederlandse jachthaven gevestigd. Het Nederlandse gedeelte wordt in de statistiek beschouwd als een onderdeel van Upper Prince's Quarter.
Oyster Pond was een klein visserdorpje met alleen hotel Coralita aan de Franse zijde. In 1979 werd bepaald dat ter bescherming van het natuur en het grensconflict, er aan de Franse zijde geen bebouwing mocht plaatsvinden in een 100 meter brede kustzone. In de jaren 1980 werd het gebied ontdekt door projectontwikkelaars en zijn met name aan de Nederlandse kant hotels en vakantieparken verrezen. Aan de Franse zijde is het gebied inclusief de kustzone ook volgebouwd.
Oyster Pond kent verschillende hotels, villa's en vakantieparken/resorts. Door Oyster Pond loopt een van de vier doorgaande wegen tussen het Nederlandse deel en het Franse deel van het eiland.